# ペ・スビン
ペ・スビン（1976年12月9日 - ）は、韓国の俳優。
本名ユン・テウク。北京映画学校、大真大学校演劇映画科卒。出身は非公表。

## 略歴
2001年に映画『クラブ バタフライ』でデビュー。軍隊を除隊後の20代半ばにウォン・カーウァイ監督に推薦され、中国北京映画学校で勉強する機会を得た。中国語を独学で勉強して、北京で一人暮らしをしながら2003年中国CCTV『記憶の証明』という30部作ドラマに出演した。
中国での修行から帰国すると、2006年に日本でも放送された『朱蒙』の出演を機に、2008年『風の絵師』、2009年『天使の誘惑』、『華麗なる遺産』とSBS制作のドラマに出演して、SBS演技大賞の部門賞を受賞した。
幼少期の夢は俳優ではなかったため、演劇映画科出身ではなく普通の学校を卒業している。
2013年に8歳年下の女性と結婚し、2014年に長男、2017年に次男が誕生しているが2019年に離婚している。

## 出演

### ドラマ
- 記憶の証明（2003年、CCTV）
- 海神（2004年-2005年、KBS） - キム・ヤン役
- 男が愛するとき（2004年、KBS） - カン・ソクヒョン役
- ファッション70's（2005年、SBS）（カメオ出演）
- 結婚しよう（2005年-2006年、MBC） - チョン・ジェジュン役
- 朱蒙（2006年-2007年、KBS） - 桂婁部の行主のサヨン役
- オークションハウス（2007年、MBC）（第12話） - パク・キヒョン役
- 傷だらけの女たち（2008年、MBC）
- 風の絵師（2008年、SBS） - 国王・正祖役
- 天使の誘惑（2009年、SBS） - アン・ジェソン（シン・ヒョヌ）役
- 華麗なる遺産（2009年、SBS） - パク・ジュンセ役
- トンイ（2010年、MBC） - 元剣契の武官・淑嬪崔氏の兄・車天寿（チャ・チョンス）役
- 早く言って（2014年、KBS）
- 私の期限は49日（2011年、SBS） - カン・ミノ役
- 秘密（2013年、KBS） - アン・ドフン役
- シークレット・ラブ（2014年、DRAMAcube） - キム・ヒョンジュン役
- 最高の結婚（2014年、TV朝鮮） - チョ・ウンチャ役
- 私の心きらきら（2015年、SBS） - チョン・ウンタク役
- 恋するジェネレーション（2015年、KBS） - キム・スリョン役
- 優しい魔女（2018年、SBS） - ポン・チョンデ役
- 神との約束（2018年-2019年、MBC） - キム・ジェウク役
- 優雅な友達（2020年、JTBC） - チョン・ジェフン役
- 恋慕（2021年、KBS）- チョン・ソクジョ役

### 映画
- クラブ バタフライ（2001年）
- ガールフレンズ（2009年）
- 飛翔（2009年）
- 結婚式の後に（2009年）
- グッバイ・マザー（2009年）
- 道〜白磁の人〜（日韓共同制作　高橋伴明監督作品、イ・チョンリム役[3]）（2012年）
- 26年（2012年）
- 怖い話〜コンチ、パッチ〜（2012年）
- メモリーズ 追憶の剣（英語版）  - プンチョン 役[4]（2016年）

## 受賞歴
- 2008年 SBS演技大賞 ニュースター賞（『風の絵師』）
- 2009年 SBS演技大賞 10大スター賞（『天使の誘惑』）
- 2010年 第5回アジアモデル賞授賞式 モデル特別賞/ニュースター賞

## その他
- 2010年10月17日に東京なかのZEROにて、日本初のファンミーティングを開催。

この時が初来日となる。「今まで沢山来日するチャンスがあったが、自分にとって特別な思いがある国なので、このような機会を待っていた。皆さんに会うために今日は来ました」とコメント。